# لنز سیگماای‌پی‌او۱۲۰–۴۰۰میلی‌متر اف۴٫۵–۵٫۶ دی‌جی اواس اچ‌اس‌ام
لنز سیگماای‌پی‌او۱۲۰-۴۰۰میلی‌متر اف۴٫۵-۵٫۶ دی‌جی اواس اچ‌اس‌ام (به انگلیسی: Sigma APO 120-400mm F4.5-5.6 DG OS HSM lens) نام لنز دوربین عکاسی از نوع تله فوتو زوم  است که توسط شرکت سیگما تولید می‌شود. فاصلهٔ کانونی این لنز ۱۲۰ تا ۴۰۰ میلی‌متر، دیافراگم آن دارای ۹ تیغه و ضریب اف آن اف ۴٫۵ تا ۵٫۶ تا اف ۲۲ است. این لنز در 2008 میلادی تولید و عرضه شده‌است.